# Polydendrorhynchus papillaris
Polydendrorhynchus papillaris är en djurart som tillhör fylumet slemmaskar, och som beskrevs av Yin och Zeng 1988. Polydendrorhynchus papillaris ingår i släktet Polydendrorhynchus och familjen Polybrachiorhynchidae. Inga underarter finns listade i Catalogue of Life.